# Dorpswapen van Gemert
Het wapen van Gemert betreft het dorpswapen van de Noord-Brabantse plaats Gemert. Het wapen bestaat uit een zilveren schild, met daarop een zwart kruis en een meerblad. Het wapen van de Duitse Orde bevatte ook een zilveren schild met zwart kruis, het is daar van afgeleid. Het Wapen van De Mortel en het Wapen van Handel zijn ook afgeleid van dat van Gemert, zij hebben ook een zilveren schild met kruis. Gemert behoort tot de gemeente Gemert-Bakel, gelegen in de Nederlandse provincie Noord-Brabant. De zeven dorpswapens voor de kernen zijn in een raadsvergadering van de gemeente Gemert-Bakel op 19 november 1997 vastgesteld.

## Gemeentewapen van Gemert
Tot 1997 voerde Gemert een ander wapen als onafhankelijke gemeente. De omschrijving luidde: "Van goud beladen met een kruis van zilver, over welke is geplaatst een schild van zilver beladen met een adelaar van sabel." In het Koninklijk Besluit is geen tekst vermeld, enkel de afbeelding. In 1976 is het wapen vermeerderd met een kroon van drie fleurons en twee parels. Bij de fusie van de gemeente met Bakel en Milheeze tot Gemert-Bakel is het bovenstaande wapen ingevoerd.
Heraldisch is het niet correct omdat metaal op metaal wordt gevoerd, wat enkel bij de paus als correct wordt ervaren.
Bavel
· De Mortel
· De Rips
· Dinteloord
· Elsendorp
· Galder
· Gemert
· Ginneken
· Handel
· Mierlo-Hout
· Milheeze
· Nispen
· Rosmalen
· Sint-Michielsgestel
· Strijbeek
· Ulvenhout